# المجرح
قرية المجرح هي إحدى القرى التابعة لمركز دهب في محافظة جنوب سيناء في جمهورية مصر العربية. حسب إحصاءات سنة 2018، بلغ إجمالي السكان في المجرح 105 نسمة، منهم 53 رجل و 52 امرأة.